# Lietuvos centrinė kredito unija
Lietuvos centrinė kredito unija (LCKU, dt. 'Zentrale Kreditunion Litauens', englisch Lithuanian Central Credit Union) ist eine Kreditgenossenschaften-Vereinigung, errichtet am 22. April 2002 in Kaunas. Sie vereint 58 der 71 Kreditinstitute (kredito unija), die in Litauen tätig sind. Die sog. Kreditunionen, die zu dieser Gruppe gehören, bieten eine breite Palette von Dienstleistungen wie Online Banking, Bankkarten Mastercard und Maestro, Zahlungen für Versorgungsunternehmen, Zahlungsanweisungen in Litauen und im Ausland. Die Aktivitäten dieser  Kreditinstitute werden von der Bank Litauens und der LCKU überwacht.
LCKU hat 58 Mitarbeiter (September 2017).
LCKU ist Mitglied von European Association of Co-operative Banks, Association of Lithuanian Banks, Proxfin und MasterCard Int.